# Giuseppe Garzoni
Giuseppe Garzoni Venturi (Firenze, 24 luglio 1824 – Firenze, 7 marzo 1899) è stato un politico italiano.
Fece parte della Assemblea dei rappresentanti (Toscana) tra il 1859 e il 1860.
Ricoprì la carica di assessore facente funzione di sindaco di Firenze tra il 5 novembre 1867 fino al 4 marzo 1868.
Nel 1871 fu nominato Senatore del Regno da Vittorio Emanuele II, prestando giuramento l'anno successivo.
È sepolto nel Cimitero Monumentale della Misericordia dell'Antella, nel Comune di Bagno a Ripoli, provincia di Firenze.